# Parco Alessandrina Ravizza
Il Parco Ravizza è un grande giardino pubblico di Milano, situato nei pressi dell'Università Bocconi.
È il primo a essere stato progettato lungo la circonvallazione esterna, nella zona centro-meridionale della città a circa 200 metri in linea d'aria da ecopass.

## Storia
L'area del parco Ravizza fu prevista in uno dei primi tentativi di espansione della città di Milano avvenuti sul finire dell'Ottocento. L'area venne già destinata a parco pubblico dal piano regolatore Beruto del 1889, ma venne realizzato solo nel 1902, quando venne completata la demolizione della cascina Camporicco che ne occupava lo spazio.
Il progetto definitivo fu steso dall'architetto Tettamanzi il quale articolò il parco Ravizza come l'area verde per il quartiere destinato a sorgervi attorno.
Il parco venne quindi intitolato ad Alessandrina Ravizza, anticipatrice di molti temi femministi e benefattrice della città dove si dedicò all'infanzia abbandonata e al problema del diritto allo studio delle donne. Il parco divenne molto popolare come ritrovo diurno di studenti a partire dagli anni quaranta dopo che venne costruita nei suoi pressi la nuova sede dell'Università Bocconi (1938-1941).
Il parco viene citato dal cantautore Franco Battiato nella canzone Quand'ero giovane, contenuta nell'album Apriti sesamo.

## Impianto del parco, viali, alberi e attrezzature
Il parco è, in pianta, un grande rettangolo affacciato sul viale Toscana, fronteggiato dal parco ex OM; gli altri lati sono disegnati dalle vie Ferdinando Bocconi, Vignola e Vittadini. Il viale Giovanni Sebastiano Bach, chiuso al traffico dagli anni sessanta lo taglia in due proseguendo la viabilità esterna, mentre il largo viale Giovanni Brahms ha andamento sinuoso e si raccorda, attraverso viali minori, al largo Ludovico Beethoven: i viali, secondo il gusto del tempo, sono affiancati da numerosi alberi di alto fusto, di cui è ricco l'intero parco. Tra le essenze ricordiamo: l'acero americano, l'ailanto, il cedro deodara, il cedro dell'Atlante, il platano, varie specie di quercia, la sophora, il tiglio, il pioppo nero, il bagolaro, il carpino, l'olmo e lo spino di Giuda.